# Kelly Severide
Kelly Severide é um personagem fictício do drama Chicago Fire, da NBC. Como tenente do seu turno no Corpo de Bombeiros 51, Severide é o líder do Esquadrão de Resgate 3. Severide é interpretado por Taylor Kinney.

## Antecedentes e caracterização
Severide se formou como o melhor da classe na academia e detém o recorde de bombeiro mais jovem a entrar no esquadrão, quando tinha 23 anos. Ele e seu colega de longa data e amigo íntimo, capitão Matthew Casey, do Caminhão 81, se conhecem desde seus dias na academia de bombeiros, mas brigam pela morte de seu amigo e colega Andy Darden, (que Severide conhecia desde a infância) por causa de um chamado malsucedido que o batalhão atende no episódio piloto da série. Eles acertam as coisas entre eles até o final da temporada.
Filho do capitão Benny Severide (Treat Williams), Kelly foi criado sozinho por sua mãe, Jennifer Sheridan (Kim Delaney), depois que Benny deixou a família quando Kelly estava no ensino fundamental. Embora Kelly tenha se reconectado com seu pai, eles ainda compartilham uma relação de amor e ódio. Ele é frequentemente reconhecido pelos "camisas brancas" (oficiais de alta patente) como filho de Benny, mas ele nunca usou o nome de seu pai para avançar em sua carreira, em vez disso, conquistou sua própria reputação como um bombeiro altamente competente.
Sua personalidade carismática o torna uma figura popular tanto entre seus colegas quanto entre as mulheres. Ele tende a ser casual com seus homens e pode ser visto na mesa do esquadrão ou no salão, conversando ou jogando cartas com o resto do corpo de bombeiros. Apesar disso, ele tende a manter seus problemas particulares para si e os deixa chegar ao extremo, o que muitas vezes preocupa seu chefe. Em contraste com Casey, ele é altamente perito em ler as pessoas, especialmente seus próprios colegas, e suas habilidades de observação vieram à tona em várias investigações de incêndio criminoso; na segunda temporada, ele previu corretamente que Hadley tinha como alvo os homens de 51 e que a candidata Rebecca Jones, que se suicidou poucos meses após se formar na academia, não tinha discrição e inibições para realmente se destacar como bombeira (embora mais tarde tenha sido revelado que ela sofría de depressão clínica).

## Arco do personagem
No início da 1ª temporada, Severide está em desacordo com Matthew Casey pela morte de um colega e sofre de uma lesão nas costas que coloca sua carreira em risco. Ele esconde isso de todos, exceto de Shay, de quem ele consegue analgésicos para lidar com seu ferimento. Quando ele finalmente consulta um médico, ele é informado de que sua condição é grave e ele não poderá mais manter seu emprego. Sua namorada na época, Renee Royce, conta a ele sobre um procedimento experimental, que ele passa para salvar sua coluna. Após a lesão, uma paramédica novata também ameaça sua carreira com uma falsa alegação de assédio sexual, embora as acusações tenham sido retiradas depois que Antonio Dawson fez uma verificação de antecedentes sobre ela e descobriu que ela era uma fraudadora. Na segunda temporada, Kelly descobre que tem uma meia-irmã, Katie Nolan, que é estudante de culinária. Ele tenta procurá-la, mas ela inicialmente hesita, pois ela e sua mãe foram abandonadas por seu pai, Benny. Os dois se tornam próximos e Kelly mostra-se muito protetor com ela. No episódio "Tonight's The Night" da 2ª temporada, Katie é sequestrada e Severide tenta encontrá-la nos episódios seguintes. Depois que ela é encontrada, ela parte para o Colorado. Quando o sequestrador de Katie desaparece, Severide se torna um suspeito. No entanto, Benny Severide é revelado como o responsável, mas é liberado pelo Detetive Voight depois que Benny se explica.
Na 3ª temporada, Severide caiu em um luto profundo com a morte de Shay durante um chamado (mais tarde descoberto como assassinato e incêndio criminoso). Ele e Gabby Dawson ajudam a equipe do detetive Voight nas investigações preliminares, que os levaram a uma série de casos de incêndios criminosos não resolvidos, incluindo o incêndio que matou o pai de Mills e feriu gravemente o chefe Boden. O caso passa para o episódio crossover em Chicago P.D. " A Little Devil Complex" e o criminoso é morto por Antonio Dawson. Severide vai morar com Casey e Dawson e evita o apartamento que dividia com Shay, pois não consegue enfrentar a perda de sua melhor amiga.
Severide é rebaixado na 4ª temporada como parte do plano do Chefe Riddle de se tornar o Comissário dos Bombeiros, substituindo Severide pelo Capitão Dallas Patterson e, em seguida, expulsando Boden como Chefe do Batalhão. Os homens do Esquadrão 3 permaneceram leais a ele, apesar dos esforços de Patterson para conquistá-los. Severide passou por momentos difíceis durante seu rebaixamento, sendo constantemente minado por Patterson, por quem foi substituído. Severide não aceita muito bem o fato de Patterson dar ordens a ele, pois ele tem dificuldade em aceitar que não é mais tenente. Ele até é suspenso por um turno por ameaçar bater em Patterson quando ele tenta falar com Severide após o turno. Ele e Gabby em particular, acham que Dallas está tentando substituir todos/fazer com que todos sejam demitidos. Patterson não entende essa acusação quando é questionado várias vezes, pois ele demonstra ter dificuldade em entender o que está fazendo de errado, pois ele está apenas tentando fazer seu trabalho, mas o fato de ser um pouco hostil faz com que todos desconfiem dele. Benny dá a Severide um arquivo sobre ele para chantagear Patterson, Severide decide entregar o arquivo para ele. Patterson ainda não entende por que Severide daria a ele, mas ele ajuda a acalmar Riddle depois que Boden o ataca com acusações, o que Severide fica surpreso ao ver. Ele e Boden são reintegrados mais tarde, já que Patterson pediu transferência para outro quartel e o Chefe Riddle foi transferido para o 6° distrito, o distrito do aeroporto. 
No episódio crossover em Chicago P.D., "Don't Bury this Case", Severide é acusado de um acidente de atropelamento, que mais tarde se transforma em um homicídio veicular quando uma das vítimas, uma criança, morre devido aos ferimentos. Lindsay e Voight suspeitam que armaram para Severide, enquanto amizades e relacionamentos são colocados à prova, já que os detetives e policiais são forçados a ficar em uma linha muito tênue com seus amigos no Quartel 51 enquanto as evidências contra Severide aumentam. Quando seu abuso de drogas e álcool no passado veio à tona, os detetives da Inteligência ficaram céticos em acreditar em sua inocência.
Severide culpa Cruz durante um certo tempo por Herrmann ser esfaqueado por Freddy, já que foi Cruz quem o levou para o corpo de bombeiros em primeiro lugar e o pressiona para encontrar Freddy quando ele foge. Isso é até que o chefe Boden diz a ele para recuar, o que ele entra em vigor imediatamente, pois Severide vai procurar Cruz quando o mesmo tenta encontrar Freddy em seu 'esconderijo de gangue' e diz a ele para não arriscar sua vida a menos que ele queira ficar na sarjeta sangrando também. Kelly também desenvolve uma breve ligação com Bianca Holloway no CPD, quando ele tenta dizer a ela que o corpo desaparecido que encontraram é de uma jovem que desapareceu de sua vizinhança há alguns anos. Ela inicialmente fica irritada com os esforços dele em tentar identificar a garota e diz a ele para recuar. No entanto, Severide tem razão e, mais tarde, ela pede um favor - para ele cuidar do filho JJ - enquanto se prepara para uma audiência no tribunal sobre uma gangue perigosa que ela vinha investigando há alguns anos. Ele concorda mas não sabe de nada até Antonio lhe contar sobre o caso. Ela diz a Kelly que está preocupada com a segurança do filho e quer que Kelly cuide dele. Ele diz que ela pode deixá-lo no quartel quando quiser.
No dia da audiência, ela deixa JJ com Kelly por algumas horas. No entanto, o CPD logo aparece no posto de bombeiros e informa Severide que a detetive Holloway foi baleada do lado de fora do tribunal. Ele fica chateado ao ouvir isso, mas insiste que JJ fique com ele até que sua tia, que pediu para não contar a JJ sobre isso, venha da Califórnia. Os oficiais concordam e dizem para ele não sair de lá. O corpo de bombeiros ajuda JJ em um projeto escolar, tentando desviar sua atenção da mãe dele, para quem ele sempre pede para ligar. Eles o deixaram filmá-los para seu documentário 'O dia a dia da vida de um bombeiro' e ele diz a eles que agora, ele só precisa filmar sua mãe. Poucas horas depois, o detetive Crowley do CPD está de volta para dizer a Kelly que Holloway morreu durante a cirurgia. Ele ainda insiste que JJ fique com ele até que Mary (irmã de Bianca) chegue e não deixa o outro policial levá-lo. Mary chega mais tarde naquela noite e, claramente chateada e chorando, pede a Kelly para ajudá-la a dar a notícia a JJ. Eles o levam para a sala de reuniões ao lado e contam com todo o corpo de bombeiros observando na janela da sala comunal. Ele desaba e Mary o leva embora. Pouco antes de ir embora, Severide dá Pouch, o cachorro deles que também cresceu perto de JJ, para o menino enquanto ele chora no carro. Ele diz que pode visitar o quartel ou ligar quando quiser.
Mais significativamente, todos os bombeiros 51 discordam coletivamente e são contra a atitude raivosa de Jimmy sobre uma decisão que o chefe Boden tomou em um incêndio que Jimmy acredita ter matado seu irmão. Depois de fazer uma denúncia contra o chefe Boden e, consequentemente, ser transferido de volta para o Caminhão, Severide e Casey em especial, estão irritados com suas ações. Isso faz com que eles praticamente o ignorem durante o chamado seguinte e ele tome a decisão precipitada de ir contra as ordens e fica com queimaduras graves. O chefe Boden o vê no hospital uma última vez antes de ele ir embora.
Severide em seguida discorda se um homem começou um incêndio em seu apartamento para matar sua esposa ou não. Severide diz que não ele começou o incêndio por causa da maneira como o marido o enfrentou para voltar ao prédio em chamas para salvar sua esposa. Casey discorda, já que foi ele quem segurou a mão da esposa segundos antes de ela morrer e ele também encontrou evidências de incêndio criminoso. Severide tenta provar a inocência do marido, mas acaba errando, depois que o marido admite ter começado o fogo, mas não sabia que sua esposa estava lá dentro na hora.
Mais tarde Severide tem problemas com seus relacionamentos e começa a pensar sobre sua vida. Ele então é ferido em um acidente e não cuida do ferimento até que o chefe o force a ir ao hospital. Ele encontra o Dr. Clarke do Chicago Med - um ex-amigo dele, que lhe pede para tirar uma amostra de sangue rápida e para ele se inscrever no registro de doador de medula óssea. Ele deixa para depois e vai embora. Clarke vai vê-lo no dia seguinte e diz que o motivo de sua pergunta foi uma paciente com câncer que está morrendo e precisa de uma medula e ele acha que Severide pode ser compatível por causa de algo que Benny disse a ele uma vez sobre a origem da família de Severide. Severide novamente o afasta e acha isso estranho. No entanto, ele vai ver Clarke depois que Gabby e Casey se casam. Clarke mostra a ele a mulher e Severide concorda imediatamente. Clarke diz que vai sentir dor por meses, ao que ele responde, "entendi".
Na 8ª temporada, Severide recebe a oferta de um cargo temporária como investigador do Office of Fire Investigation (OFI). Ele inicialmente recusa, mas mais tarde ele é designado para o Office of Fire Investigations a pedido do Comissário de Incêndio Grissom (Gary Cole). Severide vai até Grissom para confrontá-lo sobre a atribuição, mas Grissom o convence a aceitar o cargo e Severide pede a Grissom para encerrar a investigação sobre Christopher Herrmann depois que ele confronta um policial de Chicago durante um chamado. No episódio "Hold Our Ground", ele retorna aos 51 anos após sua passagem pelo OFI.

## Relacionamentos

### Mulheres
Um tema recorrente para o personagem é seu carrossel de relacionamentos e aventuras com várias mulheres. Severide estava noivo de Renee Whaley, irmã de seu colega bombeiro (também tenente) Eric Whaley, mas ele rompeu o noivado depois que ela o traiu com um ex-namorado. O tenente Whaley inicialmente odiava Severide, pensando que foi ele quem partiu o coração de Renee. Severide se recusou a lhe contar a história real para proteger a reputação de Renee. Depois que os dois entram em uma discussão intensa ele finalmente conta tudo para Whaley e admite que nunca se afastou dela.
No meio da 1ª temporada, Severide está em um relacionamento com Renée Royce (Sarah Shahi), uma advogada que o 51 resgatou. Ela pede que ele se mude com ela para a Espanha e ele estava prestes a fazer isso, para grande surpresa de seus amigos e colegas de trabalho, mas acabou decidindo ficar em Chicago. No final da temporada, ela retorna para Chicago grávida. No entanto, Shay sugere a Severide que Renée não poderia estar grávida de um filho seu, de acordo com o tempo de gravidez. Renée confessa a Severide que o bebê não é dele e eles se separam mais uma vez.
Severide sai com a detetive Erin Lindsay, que ele conheceu quando ela foi designada para investigar o sequestro de sua meia-irmã Katie, e o relacionamento deles se torna sério. Com a morte de Shay no cumprimento do dever (posteriormente considerado um homicídio causado por incêndio criminoso), Severide foge do controle, isolando-se de seus colegas de trabalho do 51 e de Lindsay. Ela termina com ele depois que ele perde outro encontro, dizendo-lhe que embora possa ter empatia por ele, ela não pode "ser a garota sentada sozinha em um restaurante esperando (por ele)".
Na 3ª temporada, enquanto ainda lamentava a morte de Shay, Severide faz uma viagem a Las Vegas e conhece Brittany Baker (Serinda Swan), uma designer gráfica, na mesa de dados. Eles se casam e ela vai morar com Severide, chocando seus colegas e o chefe Boden. Brittany vai morar com Severide na casa de Casey e Dawson. Seu relacionamento e o afeto demonstrado de maneira tão aberta levam à deterioração do relacionamento de Casey e Dawson. Com saudades de casa, Brittany finalmente deixa Chicago, incapaz de se acostumar com a incerteza e os horários irregulares que o trabalho de Severide como bombeiro implica.
Severide aparenta ter um interesse romântico por April Sexton ( Yaya DaCosta), personagem principal do Chicago Med e enfermeira do pronto-socorro do Chicago Medical Center. Eles se conhecem desde a adolescência, quando os pais dela acolheram Severide quando ele estava passando por uma fase rebelde no colégio. Ele formalmente a convida para sair no episódio "Malignant" em Chicago Med. No entanto, eles mais tarde se separam quando April entra em um relacionamento com outro homem.
Na 5ª temporada, Severide aparenta ter um interesse romântico por Anna, uma pediatra do Hospital Springfield. Depois de salvar a vida dela doando sua medula óssea, Severide visita Springfield após receber uma oferta do Corpo de Bombeiros de Springfield para se tornar chefe de batalhão. Em "Purgatory", ele recusa a oferta. Anna se muda para Chicago para ficar perto de Severide. Quando ela fica com medo de se mudar para lá, ele a leva para passear pela cidade com ele, levando-a para patinar. Porém o pai de Severide aparece com sua namorada sem avisar e atrapalha o encontro de Severide com Anna. Ao ver o pai de Severide, Anna começa a chorar e deixa a mesa abruptamente para sair e chamar um táxi. Ao entrar no táxi, ela revela que seus pais não queriam que ela se mudasse e nem ficasse com Severide. Anna concorda com seus pais em ambos os pontos e teme que Severide se transforme em um bêbado como o pai dele. Ela termina com Severide. Mais tarde, Severide descobre que Anna tem uma complicação com seu câncer, e isso a leva a terminar com ele. O pai de Anna, que visita Severide em seu escritório, pede a Severide que não desista de Anna. Em "Carry Their Legacy", Severide leva Anna ao hospital para fazer quimioterapia. Em "Carry Me", Anna morre quando a quimioterapia e outros métodos não funcionam e é revelado que ela assinou uma ordem de DNR, deixando Severide para lidar com sua morte.
Na 6ª temporada, no final de "The Chance to Forgive", Severide acaba beijando a colega bombeira Stella Kidd (com quem ele teve um caso romântico anteriormente) no Molly's quando estava fechando a noite. Em "Where I Want to Be", depois de saber sobre os relacionamentos fracassados de Severide, Kidd reconsidera morar com Kelly e decide se mudar para morar no sótão de Herrmann.
Em "The Unrivaled Standard", sua antiga paixão Renee Royce retorna a Chicago e pede para Severide testemunhar em uma audiência de um colega bombeiro, para desespero de Kidd. Em "The Grand Gesture", após Royce beijar Severide, ele termina com ela e vai até Kidd, então Kidd encontra Severide em sua cama.
Em "Going To War", durante um intenso incêndio em um complexo de apartamentos, Stella ficou gravemente ferida após ficar sem oxigênio. Ela estava tentando ajudar Severide e não contou a Hermann quando seus níveis caíram, e acabou no Chicago Med em estado crítico. Severide atacou Hermann por não cuidar dela, e Hermann disse que ela estava tentando salvá-lo, por isso ela não disse nada. Connor Rhodes e Ethan Choi informaram Severide que teriam que remover o pulmão de Stella para salvá-la. Severide discordou e disse que ser bombeira era importante para Stella e que ela não iria querer isso - disseram a ele que ele não era da família, então ele não poderia vetar a decisão. Ethan até acompanhou Kelly para fora do hospital quando eles discutiram, para desespero de April. April, então, pediu para que o resto do corpo de bombeiros pedisse a Connor para reconsiderar em nome de Stella, já que eles eram a “família” dela. Ethan não ficou feliz com isso e acusou April de fazer isso por Severide, e não por Stella.
O relacionamento de Severide com Stella fica tenso quando ele se distancia dela após a morte de seu pai. Em "Always a Catch", Severide fica com ciúmes do amigo de Stella, causando ainda mais tensão em seu relacionamento. Em "Inside These Walls", Stella termina com Severide, afirmando que ela já tinha sido a salva-vidas de um homem se afogando e que ela nunca mais faria isso. Eles voltam a ficar juntos em "I'm Not Leaving You", onde Severide diz que ela merece um homem melhor do que ele, e que ele vai ser o homem que ela merece.
Seu relacionamento com Stella esfria quando ele começa a se afastar dela enquanto ela se prepara para o teste de tenente. Mais tarde, ele teve uma conversa emocionante com Kidd e se desculpou por seu comportamento. Em "What Comes Next", ele confidencia a Casey que acha que quer pedir Kidd em casamento, algo que ele reconsidera em "A White-Knuckle Panic". No entanto, neste episódio, ele pede Stella em casamento e ela aceita alegremente.

### Colegas
Dos personagens do elenco, Severide é o mais próximo do capitão Matthew Casey do Caminhão 81 e desenvolveu um vínculo especial com a falecida Leslie Shay. Ele considera Shay sua melhor amiga  e eles compartilhavam um relacionamento muito próximo, tendo compartilhado um apartamento durante a maior parte da série.
Severide e Casey se conhecem desde seus dias da academia e provavelmente se formaram na mesma turma. No piloto da série, seu amigo em comum de longa data e colega de trabalho Andy Darden é morto durante um chamado e isso causa uma rixa entre os dois tenentes. O episódio avança para um mês depois e eles ainda estão em desacordo um com o outro, com toda a equipe do 51, bem como com o novo candidato Peter Mills, pego no meio da rixa entre os dois. Eles finalmente resolvem isso no final da primeira temporada. Sempre que um deles sofre uma perda, eles vão até a garagem para conversar e fumar um charuto rápido, pois ambos são homens de poucas palavras, principalmente no que diz respeito à vida privada ou ao estado emocional. Severide é a único que chama Casey de 'Case' (o apelido dele). (No episódio 10 da 3ª temporada, Severide e Casey vão a um bar para superar seus términos com Brittany e Dawson respectivamente e tentam pegar um par de garotas chamadas Chloe e Yuma, uma referência ao filme 3:10 to Yuma, cujo roteiro foi escrito pelos mesmos escritores e co-criadores de Chicago Fire, Derek Haas e Michael Brandt.)
No final do episódio de despedida de Matt Casey na 10ª temporada, Severide inicia um abraço coletivo com Casey e outros no Quartel 51 e diz a Casey que o ama.

## Aparições em crossovers
- Chicago P.D: "Chin Check" (22 de janeiro de 2014)
- Chicago P.D: "At Least It's Justice" (2 de abril de 2014)
- Chicago P.D: "20:30" (30 de abril de 2014)
- Chicago Med : "Fallback" (1 de dezembro de 2015)
- Chicago Med : "Malignant" (5 de janeiro de 2016)
- Chicago P.D: "Justice" (11 de maio de 2016)
- Chicago Med : "Cold Front" (16 de fevereiro de 2017)
- Chicago P.D: "Don't Bury This Case" (3 de janeiro de 2017)
- Chicago P.D: "Emotional Proximity" (1 de março de 2017)
- Chicago Justice : "Fake" (1 de março de 2017)
- Chicago Med : "Over Troubled Water" (16 de janeiro de 2018)
- Chicago Med : "When To Let Go" (3 de outubro de 2018)
- Chicago P.D: "Endings" (3 de outubro de 2018)
- Chicago P.D: "Good Men" (20 de fevereiro de 2019)
- Chicago Med: "The Space Between Us" (27 de março de 2019)